# Płużnica (gmina)
Płużnica est une gmina rurale du powiat de Wąbrzeźno, Couïavie-Poméranie, dans le centre-nord de la Pologne. Son siège est le village de Płużnica, qui se situe environ 12 km à l'ouest de Wąbrzeźno et 32 km au nord de Toruń.
La gmina couvre une superficie de 119,33 km2 pour une population de 4 970 habitants.

## Géographie
La gmina est bordée par les gminy de Chełmno, Dąbrowa Chełmińska, Kijewo Królewskie, Łubianka, Pruszcz et Zławieś Wielka.